# Kerekes János Károly
Kerekes János Károly (másutt Kerekes Károly) (Kistálya, 1918. március 17. – Budapest, 2009. június 13.) egykori zirci apát.

## Pályafutása
Kistályán (ma Andornaktálya része) született. Középiskolai tanulmányait 1934-ig a Ciszterci Rend egri gimnáziumában végezte, majd 1934-1937-ben mint oblátus a rend budai Szent Imre Gimnáziumában fejezte be. 1937. augusztus 29-én lépett Zircen a Ciszterci Rendbe és vette fel a Károly nevet. 1937–1940-ig Zircen, 1940–1944-ig Budapesten, a rend hittudományi főiskoláján végezte teológiai tanulmányait. Az utóbbival egyidőben a Pázmány Péter Tudományegyetemen folytatta egyetemi tanulmányait görög és latin szakon. 1944. május 16-án pappá szentelték Zircen.
Ezt követően a tanári pályára lépett. 1944–1945-ig gyakorló tanár Budapesten, 1945–1948-ig tanár és házgondnok Egerben, 1948–50-ig főiskolai tanár a rend budapesti hittudományi főiskoláján. 1950–1951-ben templomgondnok és kisegítő lelkész a budai Ulászló utcai kápolnában. A kommunista vezetés budapesti tevékenységét zavarónak tartotta, ezért büntetésből vidékre helyezték és tevékenységét figyelemmel kísérték. 1951–1954 között általános iskolai tanár Adonyban, 1954–1957 között Szomolyán. 1957 szeptemberétől decemberig könyvelésvezető a pannonhalmi szociális otthonban. 1957-ben léphetett újra egyházi szolgálatba, káplán a következő helyeken: 1957–1961-ig Baján a belvárosi templomban, 1961–1964-ig Jánoshalmán, 1964–1966 között Dunapatajon, 1967–1970-ig Bácsalmáson, majd 1971-ig Bátyán, 1971 és 1973 között Kalocsán. 1973-tól tíz éven át teológiai tanár Szegeden, 1983–1989-ig a Hittudományi Akadémián Budapesten.
1976-ban a Szentszék kinevezte a Zirci apátság adminisztrátorának, majd 1987. március 10-én a Zirci Kongregáció prézes apátjává, apáttá avatását azonban az állam csak külföldön engedélyezte, ezért ez az ausztriai Stams-i apátságban történhetett meg 1987. július 14-én. 1989-től a szerzetesrendek működését engedélyező állami rendelet után Zircen és Budapesten dolgozott a magyar ciszterci élet újraindításán. 1996-ban lejárt apáti kinevezése, további éveit Budapesten töltötte.
Szentírásfordításai, népi énekes költeményei országszerte ismertek. 2003-ban a Magyar Köztársasági Érdemrend lovagkeresztje kitüntetésben részesült egész életútja elismeréseként.
2009. június 13-án hunyt el Budapesten.

## Művei
- Kelemen Vendel–Kerekes Károly: Újszövetségi egzegézis 2.; Hittudományi Főiskola, Nyíregyháza, 1979
- Pihenj meg a Szűzanyánál!; Szt. Gellért, Szeged, 1990
- Májusi mozaikok. A Szentírás asszonya; Szt. Gellért, Szeged, 1991
- Ujjongj az Úrnak! Zsoltárok és imák magyar népi dallamokra; összeáll. Kerekes Károly; Márton Áron, Bp., 1998
- A boldogság szimfóniája; Szt. Gellért, Bp., 2005
- Örömforrások; Szt. Gellért, Bp., 2005
- Érdemes volt. Versek, imák, elmélkedések; tan. Kilián István; Szt. István Társulat, Bp., 2009
- Pihenj meg a Szűzanyánál!; jav. kiad.; Budai Ciszterci Szent Imre Plébánia–Szt. Gellért, Bp., 2010